# Episodi di Insuperabili X-Men (quinta stagione)
La quinta stagione di Insuperabili X-Men è andata in onda negli Stati Uniti dal  1996 al  1997 su Fox Kids ed è composta da 14 episodi.
Inizialmente gli episodi Pericolo negli abissi, Solitudine e Longshot avrebbero dovuto far parte della terza stagione (il secondo è infatti ambientato tra la Saga di Fenice e la Saga di Fenice Nera), ma la loro uscita è stata posticipata a questa stagione. Questo ha fatto sì che nel frattempo Solitudine venisse realizzato una seconda volta con delle nuove animazioni e, infatti, tal episodio esiste in due versioni con animazione del tutto diverse l'una dall'altra.
| Nº st. | Nº tot. | Titolo                                    | Titolo originale               | Prima TV Stati Uniti |
| ------ | ------- | ----------------------------------------- | ------------------------------ | -------------------- |
| 1      | 63      | L'invasione della Falange - Prima parte   | Phalanx Covenant - Part One    | 7 settembre 1996     |
| 2      | 64      | L'invasione della Falange - Seconda parte | The Phalanx Covenant - Part II | 7 settembre 1996     |
| 3      | 65      | Pericolo negli abissi                     | A Deal with the Devil          | 14 settembre 1996    |
| 4      | 66      | Solitudine                                | No Mutant Is an Island         | 21 settembre 1996    |
| 5      | 67      | Longshot                                  | Longshot                       | 5 ottobre 1996       |
| 6      | 68      | Legami di sangue                          | Bloodlines                     | 26 ottobre 1996      |
| 7      | 69      | La tempesta - Prima parte                 | Storm Front - Part I           | 2 novembre 1996      |
| 8      | 70      | La tempesta - Seconda parte               | Storm Front - Part II          | 9 novembre 1996      |
| 9      | 71      | La fiaba di Jubilee                       | Jubilee's Fairytale Theatre    | 16 novembre 1996     |
| 10     | 72      | Il quinto cavaliere                       | The Fifth Horseman             | 8 febbraio 1997      |
| 11     | 73      | Vecchi soldati                            | Old Soldiers                   | 22 febbraio 1997     |
| 12     | 74      | Progetto segreto                          | Hidden Agendas                 | 6 settembre 1997     |
| 13     | 75      | Sinistro                                  | Descent                        | 13 settembre 1997    |
| 14     | 76      | Xavier addio                              | Graduation Day                 | 20 settembre 1997    |

## L'invasione della Falange - Prima parte
- Titolo originale: Phalanx Covenant - Part One
- Prima TV Stati Uniti: 7 settembre 1996

La Terra viene invasa dalla Falange, una creatura aliena che può assorbire gli oggetti e i corpi umani, ma non quelli mutanti. Non riuscendo perciò ad assorbire gli X-Men, decide di rapirli. Bestia riesce tuttavia a salvarsi, essendo stato avvisato da Warlock, un alieno della stessa specie della Falange, che spiega all'X-man di essere fuggito dal suo pianeta con una sua amica per evitare di doversi unire alla succitata Falange, attirandola però a sé. Bestia e Warlock sono intenzionati a risolvere la situazione per evitare che l'alieno conquisti il pianeta, e perciò si fanno aiutare da Forge (capo degli X-Factor) e da Sinistro (nonostante quest'ultimo fosse un rivale degli X-Men). Il gruppo si rende tuttavia presto conto che la Terra sembra essere spacciata.

## L'invasione della Falange - Seconda parte
- Titolo originale: The Phalanx Covenant - Part II
- Prima TV Stati Uniti: 7 settembre 1996

La Falange riesce a trovare un modo per assorbire anche i mutanti, cosa che tuttavia non funziona con Wolverine, per via del suo fattore rigenerante. Intanto Bestia, Warlock, Forge e Sinistro vanno all'isola di Muir, dove Moira riesce a creare una sostanza che dovrebbe riuscire a fermare la Falange nel caso venisse inserita nel suo nucleo, che si trova all'interno dell'Empire State Building. L'isola viene tuttavia attaccata dalla Falange, che riesce anche a catturare Moira, e il gruppo, assieme ad Amelia (la donna che aveva avuto in passato una relazione con Xavier), chiede aiuto a Magneto. Il gruppo riesce così a raggiungere l'Empire State Building e a sconfiggere la Falange. Warlock e la sua amica, ora libera, decidono poi di tornare nel loro pianeta per poterlo salvare, piuttosto che scappare nuovamente.

## Pericolo negli abissi
- Titolo originale: A Deal with the Devil
- Prima TV Stati Uniti: 14 settembre 1996

Omega Red viene scongelato e assoldato per recuperare un sottomarino nucleare sovietico. Lui accetta, pretendendo però che Wolverine e Tempesta vengano con lui. I tre così si immergono ed entrano nel sottomarino, dove Omega Red rivela di non avere intenzione di stare ai patti: il suo obiettivo infatti è di usare le bombe contenute nel sottomarino per radere al suolo le quindici città più grandi al mondo. Wolverine e Tempesta sono in pericolo di vita, dato che l'aria all'interno del sottomarino è tossica ma, grazie all'aiuto di Rogue e Bestia, che li avevano seguiti per via aerea, i due x-men vengono salvati, mentre Omega Red sprofonda negli abissi dell'oceano all'interno del sottomarino, rimanendo tuttavia in vita.

## Solitudine
- Titolo originale: No Mutant Is an Island
- Prima TV Stati Uniti: 21 settembre 1996

Quest'episodio è ambientato nel periodo in cui gli X-Men temevano che Jean fosse morta a seguito della Saga di Fenice.
Ciclope, troppo sconsolato per la perdita di Jean, decide di abbandonare gli X-Men e di tornare all'orfanotrofio nel quale è cresciuto. Lì incontra la sua amica Sarah, che ora dirige il luogo, e lei gli spiega che il ricco Zebediah Killgrave ha adottato quattro ragazzi mutanti che alloggiavano all'orfanotrofio. Ciclope riesce tuttavia a capire che in realtà Killgrave ha intenzione di ipnotizzare i quattro ragazzi tramite dei superpoteri, e di far sì che compiano azioni criminali. Killgrave si rende conto del fatto che Ciclope lo abbia scoperto e, dopo essere salito su un elicottero, comincia a sparargli. Ciclope riesce a sconfiggerlo, e il tutto viene mandato in onda in televisione, rivelando la verità su Killgrave. Dopo l'accaduto, Ciclope torna dagli X-Men, dove Cerebro dà una sorprendente notizia al gruppo: Jean è ancora viva.
Nota: di questo episodio esistono due versioni con animazioni del tutto diverse l'una dall'altra.

## Longshot
- Titolo originale: Longshot
- Prima TV Stati Uniti: 5 ottobre 1996

Dopo essersi rivoltato contro Mojo, Longshot, fugge dal suo mondo, venendo trasportato sulla Terra. Mojo decide di seguirlo, arrivando anche lui in tal pianeta (che decide di ribattezzare "Terrorland"). Dopo aver rapito Jubilee, Mojo fa sfidare gli X-Men e Longshot contro alcuni suoi uomini, trasmettendo il tutto nel suo mondo, ma Rogue riesce ugualmente a liberare Jubilee. A seguito di ciò, gli ascolti della battaglia calano drasticamente e, quando Longshot è vicino al riuscire a uccidere Mojo, quest'ultimo interrompe la sfida, decidendo di fare ritorno al suo mondo. Longshot lo segue, dovendo continuare la rivolta.

## Legami di sangue
- Titolo originale: Bloodlines
- Prima TV Stati Uniti: 26 ottobre 1996

Graydon Creed, dopo essere andato in prigione, viene scarcerato, ed è intenzionato a tornare a essere il capo degli Amici dell'Umanità. Tuttavia i membri del consiglio del gruppo non lo accettano essendo figlio di Sabretooth, un mutante. Oltre a ciò, i suddetti hanno scoperto che altri suoi parenti sono mutanti, infatti sua madre è Mystica, mentre Nightcrawler, che è anche lui figlio della suddetta, è il suo fratellastro. Creed, sconvolto e disperato, promette così di catturare e uccidere i due, riuscendo ad attirarli a sé. Nightcrawler si era tuttavia fatto accompagnare da Wolverine, Rogue e Jubilee e, quando Creed lo cattura, riesce a liberarsi teletrasportandosi. Anche Mystica si libera e, mentre Creed li insegue, la mutante spiega a Nightcrawler che suo padre era un conte austriaco, al quale aveva sempre nascosto il fatto di essere una mutante. Tuttavia, alla nascita di Nightcrawler, visto il suo aspetto palesemente mutante, la verità è venuta a galla. Lei è quindi fuggita e ha abbandonato il figlio poiché gli era d'intralcio, seppur a malincuore. Nonostante l'accaduto, Nightcrawler è intenzionato a perdonarla e Mystica, toccata da ciò, salva la vita a suo figlio facendogli da scudo quando Creed tenta di sparargli. Nightcrawler riesce a fuggire, ma teme per l'incolumità della madre, che a sua insaputa è riuscita a sopravvivere. Visto il suo fallimento, i membri del consiglio puniscono Creed portandolo da suo padre.

## La tempesta - Prima parte
- Titolo originale: Storm Front - Part I
- Prima TV Stati Uniti: 2 novembre 1996

Arkon, guerriero proveniente dal pianeta Polemachus, giunge sulla Terra per chiedere a Tempesta di aiutare il suo mondo, che sta affrontando un enorme cataclisma. Arkon porta così Tempesta sul suo pianeta contro la sua volontà, ma lei accetta ugualmente di aiutarlo, nonostante il suo modo di fare poco gentile. Wolverine, Jubilee, Ciclope e Bestia riescono a raggiungerla, e proprio allora lei riesce, coi suoi poteri, a salvare il pianeta. Tempesta è pronta a tornare sulla Terra, ma Arkon le chiede di diventare sua moglie e governare come imperatrice su Polemachus. Tempesta, inaspettatamente, accetta, con enorme stupore degli altri X-men.

## La tempesta - Seconda parte
- Titolo originale: Storm Front - Part II
- Prima TV Stati Uniti: 9 novembre 1996

Alcuni scienziati scoprono che il cataclisma di Polemachus si sarebbe risolto semplicemente spegnendo il trasmettitore di una centrale di energia, ma ad Arkon ciò non sembra interessare. Infatti lui, pur tenendolo nascosto a Tempesta (che deve sposare a breve) è in realtà un tiranno che ha schiavizzato diversi sudditi suoi e dei corpi celesti vicini. Ciclope, Wolverine e Bestia se ne rendono conto, si alleano con un gruppo di ribelli e irrompono durante la cerimonia di nozze. Qui Tempesta viene messa al corrente della verità su Arkon, e decide di lasciarlo. Gli X-men tornano quindi sulla Terra, ma prima Tempesta distrugge il trasmettitore della centrale di energia.

## La fiaba di Jubilee
- Titolo originale: Jubilee's Fairytale Theatre
- Prima TV Stati Uniti: 16 novembre 1996

Mentre Xavier, Wolverine e Gambit vanno a un incontro col presidente, Jubilee si ritrova costretta ad accompagnare alcuni bambini in una caverna. I suddetti rimangono tuttavia intrappolati al suo interno dopo che alcune rocce chiudono i passaggi per uscire, così Jubilee contatta gli X-Men perché li aiutino e, mentre li aspetta, racconta ai bambini una fiaba da lei inventata, dove i personaggi sono molto simili a personaggi da lei incontrati in passato. Gli X-Men giungono poi in loro soccorso.
Nota: il modo in cui è strutturato questo episodio è molto simile alla storia presente in The Uncanny X-Men serie 1 n. 153 (in Italia L'Uomo Ragno serie 3 nn. 39 e 40), tuttavia in tale fumetto la storia veniva narrata non da Jubilee ma da Kitty Pryde e in un'occasione completamente diversa. Anche la fiaba in sé era assai differente, essendo una sorta di parodia dei racconti delle Mille e una notte, mentre quella nell'episodio è più simile a una fiaba medievale europea.

## Il quinto cavaliere
- Titolo originale: The Fifth Horseman
- Prima TV Stati Uniti: 8 febbraio 1997

Anche se Apocalisse è stato sconfitto, la sua anima non è completamente scomparsa ed è intenzionato a tornare sulla Terra grazie all'aiuto di Fabian Cortez. Per fare ciò gli serve tuttavia un giovane mutante a cui prendere il corpo. Dato che Bestia e Jubilee si trovano nelle vicinanze di un tempio dedicato ad Apocalisse, i Hounds, dei mutanti resi potenti dai poteri di Cortez, riconoscono in Jubilee un candidato perfetto. Uno dei Hounds, Calibano, era però un amico di Jubilee, essendo stato uno dei Morlock e, grazie al suo aiuto e a quello di Bestia, la ragazza viene liberata. Il tempio viene distrutto, ma Apocalisse riesce a resuscitare prendendo il corpo di Cortez.

## Vecchi soldati
- Titolo originale: Old Soldiers
- Prima TV Stati Uniti: 22 febbraio 1997

Wolverine si ricorda di quando, durante la seconda guerra mondiale, si è alleato con Capitan America per liberare lo scienziato Andre Cocteau dai nazisti, comandati da Teschio Rosso. Nonostante Wolverine e Capitan America fossero riusciti a raggiungere Cocteau e a distruggere il laboratorio nel quale si trovava, lo scienziato non ha voluto seguirli, dopo aver inoltre avvertito i nemici della loro presenza quando sono arrivati. Solo diversi decenni più tardi, dopo la morte di Cocteau, Wolverine scopre che il motivo del tradimento è che lo scienziato ha utilizzato questo stratagemma per convincere i nazisti di essere dalla loro parte, quando in realtà era dalla parte dei loro avversari, potendo così agire segretamente come infiltrato.
Basato su: The Uncanny X-Men serie 1 n. 268 (Gli incredibili X-Men n. 45)

## Progetto segreto
- Titolo originale: Hidden Agendas
- Prima TV Stati Uniti: 6 settembre 1997

Bestia scopre che un ragazzo, Samuel "Sam" Guthrie, ha dimostrato di avere poteri mutanti, ma nonostante ciò è mal visto dai suoi compaesani. Rogue decide di andare da Sam per vedere la situazione, e così scopre che il ragazzo ha ricevuto da un certo Kirkland la proposta di entrare a far parte di un gruppo governativo formato da mutanti. Gli X-Men scoprono però che Kirkland è in realtà intenzionato a utilizzare i suoi poteri per scopi personali, e infatti il suddetto decide perciò di attaccare il villaggio dove vive Sam, ma il ragazzo riesce a fermarlo. Successivamente la famiglia di Sam decide di trasferirsi altrove.

## Sinistro
- Titolo originale: Descent
- Prima TV Stati Uniti: 13 settembre 1997

Nel XIX secolo il medico Nathaniel Essex, affascinato dalle scoperte di Charles Darwin, vuole riuscire a trovare un modo per far sì che gli esseri umani diventino più potenti ed evoluti. Essex riesce, dopo diversi esperimenti, a creare una sostanza che fa sì che il suo corpo si rigeneri molto velocemente se ferito. Il medico decide così di provare le sue sostanze sui mutanti, che tuttavia tiene prigionieri contro la loro volontà. Dopo che i mutanti riescono a liberarsi grazie all'aiuto del medico James Xavier, quest'ultimo spiega la situazione al popolo, che così si scaglia contro Essex. Quest'ultimo riesce tuttavia a fuggire, continuando i suoi esperimenti. Essex comincia così a farsi chiamare Sinistro.
Nota: curiosamente in questo episodio gli X-Men risultano essere del tutto assenti. Solo Xavier, il loro mentore, fa una breve apparizione non parlata alla fine.

## Xavier addio
- Titolo originale: Graduation Day
- Prima TV Stati Uniti: 20 settembre 1997

Durante un dibattito televisivo, Henry Gyrich, che sospetta, a ragione, che Xavier sia un mutante, usa su di lui un marchingegno che fa andare momentaneamente fuori controllo i suoi poteri. Visto l'attacco su di lui, numerosi mutanti, comandati da Magneto, decidono di insorgere per rivendicare i loro diritti, volendo attaccare i normali esseri umani. Nel frattempo Xavier, che era già malato, risulta essere svenuto e in fin di vita, e gli X-Men si rendono conto che l'unica cosa che potrebbe salvarlo sono le cure degli Shi'ar, ma l'unico che potrebbe mettersi in contatto con loro sarebbe lo stesso Xavier. Ciclope, Jean e Wolverine vanno poi da Magneto per tentare di fermarlo, ma lì Jean si rende conto che il suddetto, tramite i suoi poteri, potrebbe essere in grado di risvegliare momentaneamente Xavier, così da far sì che riesca a chiamare Lilandra. Magneto è alquanto titubante, poiché sa che così facendo dovrebbe abbandonare l'insurrezione, nonostante l'avesse attesa da moltissimi anni. Tuttavia, spronato dagli X-Men, accetta. Il gruppo di supereroi (raggiunti anche da Morph) e Magneto vedono così Xavier risvegliarsi, e il suddetto, credendo di avere i minuti contati, dice addio a tutti singolarmente e, dopodiché, sembra spirare. Proprio allora però arriva Lilandra, che annuncia di essere in grado di curarlo, ma per farlo deve portarlo con sé, e non è perciò sicura che possa più fare ritorno sulla Terra. Così gli X-Men dicono addio al loro mentore.